# 고무장갑

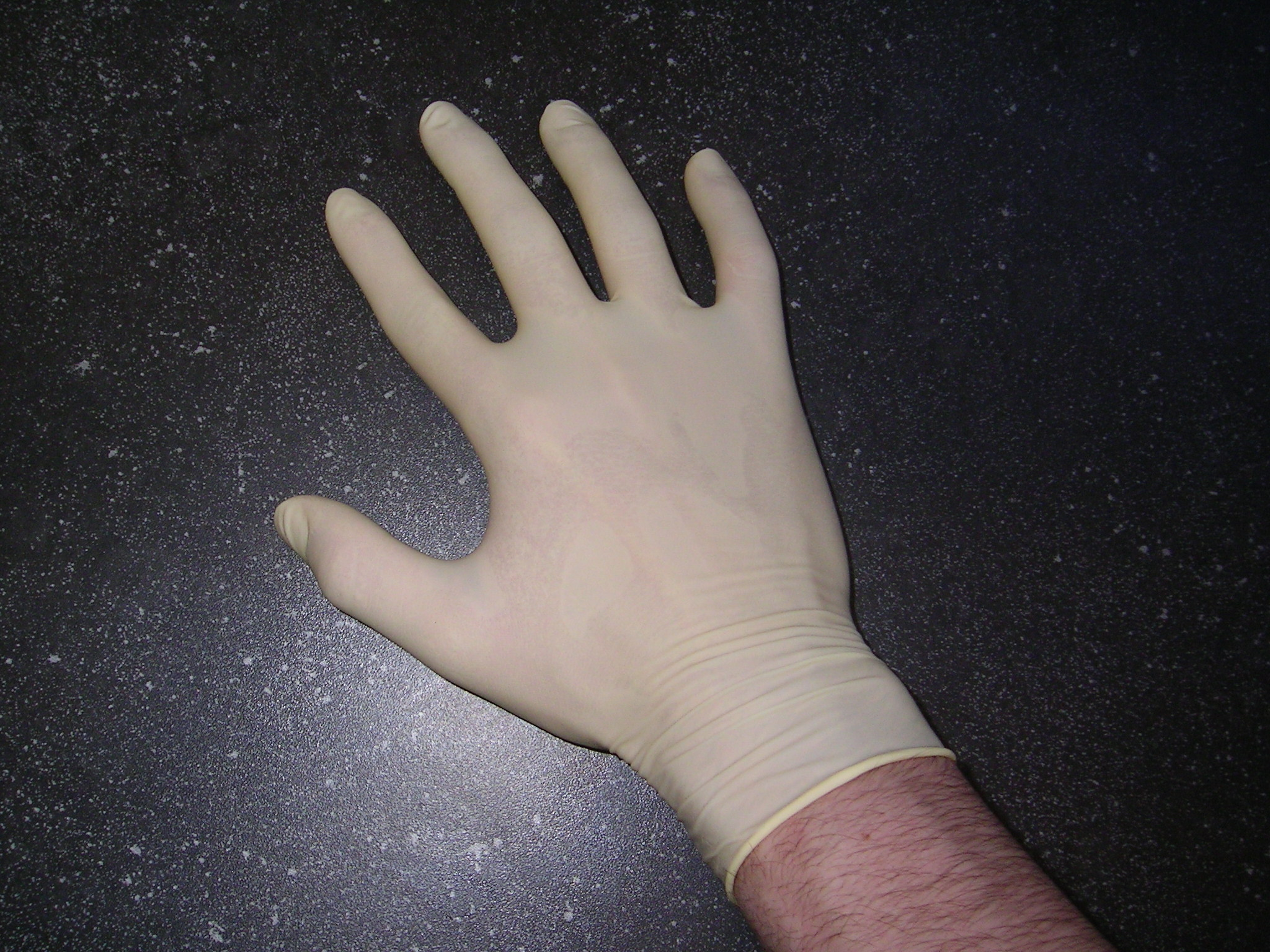
라텍스 고무장갑

고무장갑(-掌匣/-掌甲)은 고무로 만든 장갑으로, 화학실험을 포함한 여러 작업을 할 때 손을 보호하는 것이 주된 용도이다. 고무장갑은 설거지를 할 때 세제로부터 손을 보호하고 좀 더 뜨거운 물을 사용할 수 있게 한다. 의료진들은 외과수술시에는 고무장갑보다 의료용 장갑을 선호한다.
"고무 장갑(Rubber gloves)"은 취사, 의료, 전기 전열 등 방수와 안전을 목적으로 고무로 만든 장갑이다. 실리콘, 피브이시, 비닐, 라텍스 등 다양한 재료료 만든 제품도 생산되고 있다. 손바닥 부분이나 전체 방수 재질로 코팅(Coating, 접착) 처리한 장갑과 고무 장갑 내부에 면(cotton)을 열이나 접착제로 코팅한 기모 장갑도 생산되고 있다. 보온과 땀흡수 그리고 이중 보호를 위해 착용하는 "속 장갑(Inner gloves)"은 부직포, 면, 극세사 등의 재료로 만든다. 손가락 부분을 자른 속장갑(Open innergloves, 열린 속장갑)은 작업 효율성 증가에 적합하다.

## 같이 보기
- 장갑
- 수술 장갑